# Amon-Ra St. Brown
(en) Statistiques sur pro-football-reference
Amon-Ra St. Brown, né le 24 octobre 1999 à Anaheim en Californie, est un sportif professionnel américano-allemand de football américain jouant au poste de wide receiver dans la National Football League (NFL) depuis la saison 2021.

## Biographie

### Jeunesse
Il est né d'un père afro-américain et d'une mère allemande. Il est nommé d'après Amon, une divinité issue de la mythologie égyptienne, dû à l'intérêt de son père pour la conscience noire et les noms africains. Il a deux frères, Equanimeous et Osiris.

### Carrière universitaire
Il rejoint en 2018 l'université de Californie du Sud et leur équipe des Trojans.

### Carrière professionnelle
Il est sélectionné en 112e positon, au quatrième tour, par les Lions de Détroit lors de la draft 2021 de la NFL. Il signe par la suite un contrat de 4 ans avec les Lions.
Lors de la 13e semaine contre les Vikings du Minnesota, il marque son premier touchdown professionnel dans les dernières secondes de la partie et qui permet de donner la victoire aux Lions au score de 29 à 27. Au fur et à mesure que la saison avance, il devient le joueur le plus ciblé chez les Lions et cumule les bonnes performances, en étant nommé débutant offensif du mois du décembre dans la NFL. Il termine la saison en tant que meilleur receveur des Lions avec 912 yards en réception et a marqué un total de 6 touchdowns.
Le 24 avril 2024 St. Brown signe un nouveau contrat de 4 ans d'une valeur de 120 millions de dollars avec les Lions de Détroit. Au moment de cette signature, St. Brown devient le receveur de passe le mieux payer de la NFL.

## Statistiques
| Année | Équipe           | MJ |     | Passes réceptionnées | Passes réceptionnées | Passes réceptionnées | Passes réceptionnées |       | Courses | Courses | Courses | Courses |  | Fumbles | Fumbles |
| Année | Équipe           | MJ | Nb. | Yards                | Moy.                 | TD                   | Nb.                  | Yards | Moy.    | TD      | Nb.     | Perdus  |  |         |         |
| 2021  | Lions de Détroit | 17 | 90  | 912                  | 10,1                 | 5                    | 7                    | 61    | 8,7     | 1       | 0       | 0       |  |         |         |